# 密鳞金冠鳞毛蕨
密鳞金冠鳞毛蕨（学名：Dryopteris chrysocoma var. squamosa）为鳞毛蕨科鳞毛蕨属下的一个变种。